# Ние сме много, но сме пръснати
„Ние сме много, но сме пръснати“ е български документален филм от 1981 година на режисьора Антонина Чолакова. Оператор е Милан Огнянов.

## Сюжет
Филмът проследява студентски колектив от Художествената академия, който всяко лято организира твърде интересно почивката си на морския бряг край село Варвара.